# Karen Jønsson
Karen Sylvia Therese Jønsson, née Pedersen le 17 janvier 1909 à Copenhague (Danemark) et morte le 2 décembre 1942 à Stockholm (Suède), est une pianiste, compositrice, actrice et chanteuse danoise. Elle chante tout en s'accompagnant au piano ou à l'accordéon.

## Jeunesse et vie privée
Karen Sylvia Therese Pedersen grandit à Copenhague avec sa mère et ses grands-parents après le divorce de ses parents. Elle montre un talent précoce pour la musique et commence à composer à 10 ans. A 12 ans, elle tente pour la première fois de vendre une de ses partitions, à l'éditeur Wilhelm Hansen, sans succès. Elle prend des cours de piano puis s'inscrit au Conservatoire de Copenhague. Cependant, elle épouse John Erik Evald Jønsson, un pharmacien, le 18 mai 1929 et interrompt sa formation,. Selon certaines sources, son mariage est la cause de cette interuption, alors que selon d'autres, dont la biographie publiée en 2009 par Bruno Nørdam, elle quitte le conservatoire car elle veut se consacrer au jazz. Elle divorce en 1934, possiblement à cause de désaccord avec son époux sur sa carrière.
Elle se remarie à deux reprises. D'abord avec Svend Aage Edelsteen en 1936, dont elle divorce en 1938. Puis, lors de son séjour à Stockholm, avec un ingénieur suédois du nom de Bjørn Lannge en 1940 dont elle divorce en 1942.

## Carrière
À partir de 1930, elle se produit dans des revues comme pianiste. Elle commence par être engagée par Hilmar Clausen dans la revue 5 damer og 6 herrer (1930). Elle se produit également comme accordéoniste au Théatre Thalia ainsi qu'au Théâtre de Nørrebro, tous les deux situés à Copenhague. Elle rejoint la revue d'Hornbæk en 1936, alors dirigée par l'acteur Stig Lommer.
Certaines des mélodies écrites et composées par Karen Jønsson sont encore connues aujourd'hui, par exemple Han kommer og banker (1936), I Aften (1936) et Hvorfor er Lykken saa lunefuld? (1937). En 1933, elle connait le succès avec la chanson Lille pige, vil du jazz med mig?. En 1935, elle participe à la revue antinazie Ma vi være her? en tant que pianiste et compositrice.
Elle joue également dans plusieurs films de la société ASA, par la réalisatrice Alice O'Fredericks, qui l'a repérée en assistant à l'un de ses spectacles : En fuldendt Gentleman (1931), Frøken Møllers Jubilæum (1937) et Alarm (1938). Elle compose aussi la musique des films ASA I Dag begynder Livet (1939), Julia på Glatis (1938), Jydekompagniet (1938) et Frøken Møllers Jubilæum (1937).
En 1938, elle ouvre un piano-bar à Copenhague qui ne rencontre pas le succès financier. À la suite de cet échec et de son second divorce, elle déménage en Suède, pays de ses grands-parents, et continue sa carrière à Stockholm, où elle devient aussi populaire qu'au Danemark. Elle y reste jusqu'en novembre 1942, date à laquelle elle est engagée par la National-Scala à Copenhague. Elle meurt d'une pneumonie peu de temps avant de retourner à Copenhague.
Elle est enterrée au cimetière de l'Assistance à Nørrebro à Copenhague (tombe R-59).

## Œuvres

### Filmographie
- 1937 : Frøken Møllers jubilæum
- 1937 : En fuldendt gentleman
- 1938 : Alarm
- 1939 : I dag begynder livet

### Musiques de films
- 1937 : En fuldendt gentleman
- 1937 : Frøken Møllers jubilæum
- 1939 : I dag begynder livet
- 1940 : Pas paa svinget i Solby
- 1943 : Ebberød Bank

### Revues
- 1930: Betty Nansen Teatret
- 1933: Nørrebros Teater
- 1935: Riddersalen
- 1935: Må vi være her?
- 1936: Hornbæk Revyen